# Cameron Lillicrap
Cameron Paul Lillicrap (Brisbane, 19 aprile 1963) è un ex rugbista a 15, allenatore di rugby a 15, fisioterapista e imprenditore australiano, in carriera agonistica pilone per la selezione di Stato del Queensland e campione del mondo nel 1991 con gli Wallabies e, in seguito, fisioterapista capo e allenatore degli avanti della Nazionale australiana.

## Biografia
Studente all'Università del Queensland, per la cui squadra di rugby militò, Lillicrap esordì in Nazionale australiana nel 1985 contro Figi a Sydney, e prese successivamente parte alla Coppa del Mondo di rugby 1987.
Dopo un solo ulteriore incontro per l'Australia disputato nel 1989 fu convocato anche per la Coppa del Mondo di rugby 1991 in Inghilterra: in quell'occasione, in cui gli Wallabies si laurearono campioni del mondo, Lillicrap disputò il suo ultimo incontro internazionale, contro Samoa.
Dopo il ritiro Lillicrap ha avviato la sua attività di fisioterapista: ha ricoperto tale incarico, dal 1998 al 2002, per conto dell'unione rugbistica del Queensland e tuttora lo ricopre presso la Federazione australiana al servizio della Nazionale maggiore; per la stessa Nazionale è stato anche tecnico della mischia e degli avanti dal 2004.
Da imprenditore ha fondato un'azienda di servizi sanitari e riabilitazione dagli infortuni, la Profile Health Services, di cui è anche direttore esecutivo.

## Palmarès
- Coppe del mondo: 1
Australia: 1991